# Donnerskinder
Donnerskinder (Donnersöhne) ist die Bezeichnung für die Zebedäus-Söhne Jakobus d. Älteren und Johannes im Neuen Testament.
Jesus von Nazaret nennt diese beiden Apostel so. In Mk 3,17  findet sich der griechische Ausdruck „Boanerges“ (Βοανηεργές), wörtlich so viel wie „die das Geschrei / den Kampfruf Wirkenden“, bei Mk im griechischen Text direkt erklärt mit „das ist Söhne des Donners (υἱοὶ βροντῆς)“. Im Hintergrund steht wohl der aramäische Ausdruck בני רגז (bəney rəgaz), wörtlich „Söhne des Zorns“.
Die Brüder Jakobus und Johannes sind wohl wegen ihres starken Feuereifers (s. Lk 9,54 ; Mk 9,38 ) so benannt worden.